# La Cygne
La Cygne is een plaats (city) in de Amerikaanse staat Kansas, en valt bestuurlijk gezien onder Linn County.

## Demografie
Bij de volkstelling in 2000 werd het aantal inwoners vastgesteld op 1115.
In 2006 is het aantal inwoners door het United States Census Bureau geschat op 1155, een stijging van 40 (3,6%).

## Geografie
Volgens het United States Census Bureau beslaat de plaats een oppervlakte van
3,6 km², geheel bestaande uit land. La Cygne ligt op ongeveer 255 m boven zeeniveau.

## Plaatsen in de nabije omgeving
De onderstaande figuur toont nabijgelegen plaatsen in een straal van 20 km rond La Cygne.